# Boarmia melaina
Boarmia melaina là một loài bướm đêm trong họ Geometridae.